# NGC 859
NGC 859 je galaksija u zviježđu Kit.

## Vanjske poveznice
- SEDS: NGC 859